# Trochalopteron subunicolor
Trochalopteron subunicolor é uma espécie de ave da família Leiothrichidae.
Pode ser encontrada nos seguintes países: Butão, China, Índia, Myanmar, Nepal e Vietname.
Os seus habitats naturais são: regiões subtropicais ou tropicais húmidas de alta altitude.